# Dastardly i Muttley
Dastardly i Muttley (ang. Dastardly and Muttley in their Flying Machines) – amerykański serial animowany.
Opowiada o eskadrze lotników, którzy bezskutecznie próbują złapać gołębia pocztowego. Akcja dzieje się prawdopodobnie w czasie I wojny światowej lub niedługo po niej. Dawniej serial był wydawany w Polsce pod tytułem Wredniak i Bałwan w swych latających maszynach.

## Bohaterowie
- Dick Dastardly[a] – dowódca eskadry, surowy oficer bez skrupułów, pragnący za wszelką cenę złapać gołębia. Ciągle pakuje się w problemy.
- Muttley[b] – pies. Ma charakterystyczny świszczący śmiech. Umie latać używając ogona jak śmigła. Często ratuje szefa, jest gotów zrobić wszystko dla medali. Często śni na jawie.
- Zilly[2] – tchórz, często chowa głowę w płaszcz i ucieka.
- Klunk[3] – pomysłowy wynalazca. Mówi dziwnym językiem, który rozumie tylko Zilly.
- Generał – postać w ogóle niepojawiająca się bezpośrednio na ekranie (przez telefon słychać jedynie jego niewyraźny głos i czasami widać rękę), przełożony Dastardly’ego. Dzwoni przez telefon, by się dowiedzieć, czy eskadra już złapała gołębia. Bardzo drażliwy.
- Gołąb do zadań specjalnych (ang. Yankee Doodle Pigeon) – gołąb pocztowy. Przenosi listy dla przeciwników Stanów Zjednoczonych, dla których walczy eskadra. Potrafi grać na trąbce.

## Wersja polska

### Dubbing z 1992 roku
Wystąpili:
- Mirosław Wieprzewski – Wredniak
- Andrzej Bogusz – Bałwan
- Henryk Łapiński
- Zbigniew Borek – Kretino
- Krzysztof Strużycki – Tępak

### Dubbing z 1998 roku
Opracowanie wersji polskiej: Start International Polska
Reżyseria: Paweł Galia
Dialogi polskie:
- Barbara Robaczewska (odc. 1-5, 10, 12-17),
- Joanna Serafińska (odc. 6-7, 9, 11),
- Maciej Eyman (odc. 8)

Dźwięk i montaż: Jerzy Wierciński
Kierownik produkcji: Alicja Jaśkiewicz
Udział wzięli:
- Włodzimierz Bednarski – Dastardly
- Jarosław Boberek – Muttley
- Zbigniew Suszyński – Klunk
- Ryszard Olesiński – Zilly
- Dariusz Odija –
  - Narrator,
  - Generał

oraz
- Małgorzata Kaczmarska
- Mirosław Kowalczyk
- Cezary Kwieciński
- Zbigniew Konopka
- Włodzimierz Press
- Jerzy Molga
- Ewa Serwa
- Mirosław Zbrojewicz
- Paweł Galia

## Odcinki
- W USA wydano serial na DVD
- W Polsce, niektóre odcinki były wydawane na przełomie lat 80. i 90. na kasetach.
- Dawniej serial można było oglądać na kanale Boomerang, a wcześniej Cartoon Network.
- Odcinek składa się z dwóch części „właściwych” oraz krótkich epizodów z serii „Uwaga Dowcip” i „Muttley Wspaniały” (w pięciu przypadkach nazywanych „Wspaniały Muttley”; patrz: spis odcinków poniżej).

### Spis odcinków
| Nr             | Polski tytuł                   | Kreskówka         | Angielski tytuł                    |
| -------------- | ------------------------------ | ----------------- | ---------------------------------- |
|                |                                |                   |                                    |
| SERIA PIERWSZA |                                |                   |                                    |
|                |                                |                   |                                    |
| 01             | Gołębia za urlop               | Eskadra Sępa      | Fur Out Furlough                   |
| 01             | Muttley na pokładzie           | Muttley Wspaniały | Muttley On The Bounty              |
| 01             | Dziś są moje urodziny          | Eskadra Sępa      | Sappy Birthday                     |
|                |                                |                   |                                    |
| 02             | Niewidzialna eskadra           | Eskadra Sępa      | Follow That Feather                |
| 02             | Muttley i fasola               | Muttley Wspaniały | What’s New Old Bean                |
| 02             | Operacja kowadło               | Eskadra Sępa      | Operation Anvil                    |
|                |                                |                   |                                    |
| 03             | Lotni lotnicy                  | Eskadra Sępa      | Sky Hi-IQ                          |
| 03             | Niesamowity Muttdini           | Muttley Wspaniały | The Marvelous Muttdini             |
| 03             | Proszę o nowy samolot          | Eskadra Sępa      | A Plain Shortage Of Planes         |
|                |                                |                   |                                    |
| 04             | Miłość od pierwszego wejrzenia | Eskadra Sępa      | Barnstormers                       |
| 04             | Kurtyna w górę                 | Muttley Wspaniały | Magnificent Muttley: The Bad Actor |
| 04             | Wilki morskie                  | Eskadra Sępa      | Shape Up Or Ship Out               |
|                |                                |                   |                                    |
| 05             | Łapać gołębia                  | Eskadra Sępa      | Stop That Pigeon                   |
| 05             | Wielka szansa                  | Muttley Wspaniały | The Big Topper                     |
| 05             | Odważny Zilly                  | Eskadra Sępa      | Zilly’s A Dilly                    |
|                |                                |                   |                                    |
| 06             | Kukułczy patrol                | Eskadra Sępa      | The Cuckoo Patrol                  |
| 06             | Muttley w masce                | Muttley Wspaniały | The Masked Muttley                 |
| 06             | Piloci doświadczalni           | Eskadra Sępa      | Pest Pilots                        |
|                |                                |                   |                                    |
| 07             | Alpejskie męki                 | Eskadra Sępa      | The Swiss Yelps                    |
| 07             | Orzeł nie gołąb                | Eskadra Sępa      | Eagle-Beagle                       |
| 07             | Kaskader                       | Muttley Wspaniały | Movie Stuntman                     |
|                |                                |                   |                                    |
| 08             | Zupełne błędni rycerze         | Eskadra Sępa      | Fly By Knights                     |
| 08             | Głupio bywa kiedy brak paliwa  | Eskadra Sępa      | There’s No Fool Like a Re-Fuel     |
| 08             | Na ratunek dziewicy            | Muttley Wspaniały | Coonskin Caper                     |
|                |                                |                   |                                    |
| 09             | Załoga do filmu                | Eskadra Sępa      | Movies Are Badder Than Ever        |
| 09             | Nie ma to jak na służbie       | Eskadra Sępa      | Home Sweet Homing Pigeon           |
| 09             | Podwodny kant                  | Muttley Wspaniały | The Aquanuts                       |
|                |                                |                   |                                    |
| 10             | Uziemniony reporter            | Eskadra Sępa      | Lens A Hand                        |
| 10             | Spokojne wakacje               | Eskadra Sępa      | Vacation Trip Trap                 |
| 10             | Leonardo de Muttley            | Muttley Wspaniały | Leonardo De Muttley                |
|                |                                |                   |                                    |
| 11             | Łapać gołębia, ale którego?    | Eskadra Sępa      | Stop Which Pigeon?                 |
| 11             | Pułap zero zero                | Eskadra Sępa      | Ceiling Zero Zero                  |
| 11             | Zawodnicy na start             | Wspaniały Muttley | Start Your Engines                 |
|                |                                |                   |                                    |
| 12             | Kto jest kim?                  | Eskadra Sępa      | Who’s Who?                         |
| 12             | Operacja ptasi móżdzek         | Eskadra Sępa      | Operation Birdbrain                |
| 12             | Ahoj, zawodniku                | Muttley Wspaniały | Ship Ahooey                        |
|                |                                |                   |                                    |
| 13             | Medalowe zawieszanie           | Eskadra Sępa      | Medal Muddle                       |
| 13             | Na południe, młody gołębiu     | Eskadra Sępa      | Go South Young Pigeon              |
| 13             | Wyprawa na biegun              | Muttley Wspaniały | Admiral Bird Dog                   |
|                |                                |                   |                                    |
| 14             | Ten zły i ten niedobry         | Eskadra Sępa      | Too Many Kooks                     |
| 14             | W okowach lodu                 | Eskadra Sępa      | Ice See You                        |
| 14             | Profesor Muttley               | Muttley Wspaniały | Professor Muttley                  |
|                |                                |                   |                                    |
| 15             | Co widziała kryształowa kula   | Eskadra Sępa      | Balmy Swami                        |
| 15             | Zakamuflowany ekspert          | Eskadra Sępa      | Camouflage Hop-Aroo                |
| 15             | Dziki Muttley z dżungli        | Muttley Wspaniały | Wild Mutt Muttley                  |
|                |                                |                   |                                    |
| 16             | Karnie przeniesieni            | Eskadra Sępa      | Have Plane Will Travel             |
| 16             | Wiatr w skrzydłach wiatraka    | Eskadra Sępa      | Windy Windmill                     |
| 16             | Astro Muttley                  | Muttley Wspaniały | The Astromutt                      |
|                |                                |                   |                                    |
| 17             | Odlotowe gadanie               | Eskadra Sępa      | Plane Talk                         |
| 17             | Komu życzenia, komu?           | Eskadra Sępa      | Happy Bird Day                     |
| 17             | Super Muttley                  | Muttley Wspaniały | Super Muttley                      |
|                |                                |                   |                                    |